# Garnet Rocks
Die Garnet Rocks (englisch für Granatfelsen, in Argentinien Rocas Granate) sind drei Klippenfelsen vor der Fallières-Küste des Grahamlands auf der Antarktischen Halbinsel. Im nördlichen Teil der Rymill Bay ragen sie 3 km östlich der Refuge Islands auf.
Der Falkland Islands Dependencies Survey nahm zwischen 1947 und 1948 Vermessungen vor und benannte die Felsen nach den Granaten, die er in deren Gestein entdeckte.